# Arbaces
Arbaces – jeden z dowódców władcy Asyrii Sardanapala, który według relacji greckiego historyka Ktezjasza z Knidos miał być założycielem państwa medyjskiego około 830 roku przez Chrystusem. Arbaces, z pochodzenia będący Medem, zbuntował się przeciwko królowi, stanął na czele koalicji, złożonej z Medów, Persów, Babilończyków i Arabów, i po początkowych klęskach w trzech bitwach pokonał asyryjskiego monarchę, kiedy baktryjskie oddziały porzuciły władcę i przeszły na stronę buntowników. Wtedy Arbaces sam zasiadł na tronie i panował przez dwadzieścia osiem lat. Najprawdopodobniej jest on postacią fikcyjną, wytworem fantazji Ktezjasza. Istniał jednak jakiś Arbaku, jeden z czterdziestu pięciu wasali z Medii, który płacił daninę asyryjskiemu królowi Sargonowi w 713 roku p.n.e. Arbaces stał się bohaterem utworów literackich, tragedii George'a Gordona Byrona Sardanapalus (Sardanapal) z 1821 roku i eposu Edwina Atherstone'a The Fall of Nineveh (Upadek Niniwy).